# 映画産業団体連合会
一般社団法人映画産業団体連合会（えいがさんぎょうだんたいれんごうかい）は、映画産業の振興を目的とする一般社団法人。
正会員6団体、賛助会員3団体28企業体（日本映画、映像業界のトップ企業の集合体）で構成されている。
「映画の日」中央大会というイベントを主催している。